# Boris Moishezon
'Boris Gershevich Moishezon (em russo:  Борис Гершевич Мойшезон; Odessa, 26 de outubro de 1937 — Leonia (Nova Jérsei), 25 de agosto de 1993) foi um matemático soviético nascido na Ucrânia.
Em 1972 imigrou da União Soviética para Tel Aviv, onde foi professor na Universidade de Tel Aviv, e em 1977 foi para os Estados Unidos como professor visitante da Universidade de Utah, e no mesmo ano foi chamado para ser professor de matemática da Universidade Columbia, onde permaneceu até morrer dezesseis anos depois.
Residente em Leonia (Nova Jérsei), Moishezon morreu no Holy Name Medical Center em Teaneck, vitimado por um infarto agudo do miocárdio que sofreu enquanto praticava jogging.